# Emigre
Emigre, revista de diseño gráfico y tipografía aparecida en California en 1984 y cerrada en 2005. 
Fue creada por Rudy VanderLans (diseñador de origen neerlandés), junto con su esposa Zuzana Licko. Los primeros números hablaban del concepto de émigre (término francés para describir a gente que emigró a otro país), tratando temas como las fronteras, la cultura internacional y la alienación. Sin embargo, la música y la tipografía fueron los dos temas con los que la revista se terminó definiendo.
En total se publicaron 69 números con una periodicidad variable. Emigre se convirtió en el órgano de difusión de las corrientes postmodernas en el diseño gráfico y tuvo una influencia muy destacada en la práctica profesional y en la enseñanza.

## Trivia
Al contrario de lo que se piensa, el nombre de la revista no lleva tilde en su última sílaba, y es incorrecto pronunciarla de otra manera.
- Datos: Q528041